# Charlotte Eisenblätter
Bertha Luise Charlotte Eisenblaetter (* 7. August 1903 in Charlottenburg; † 25. August 1944 in Berlin-Plötzensee) war eine deutsche Widerstandskämpferin gegen den Nationalsozialismus.

## Leben

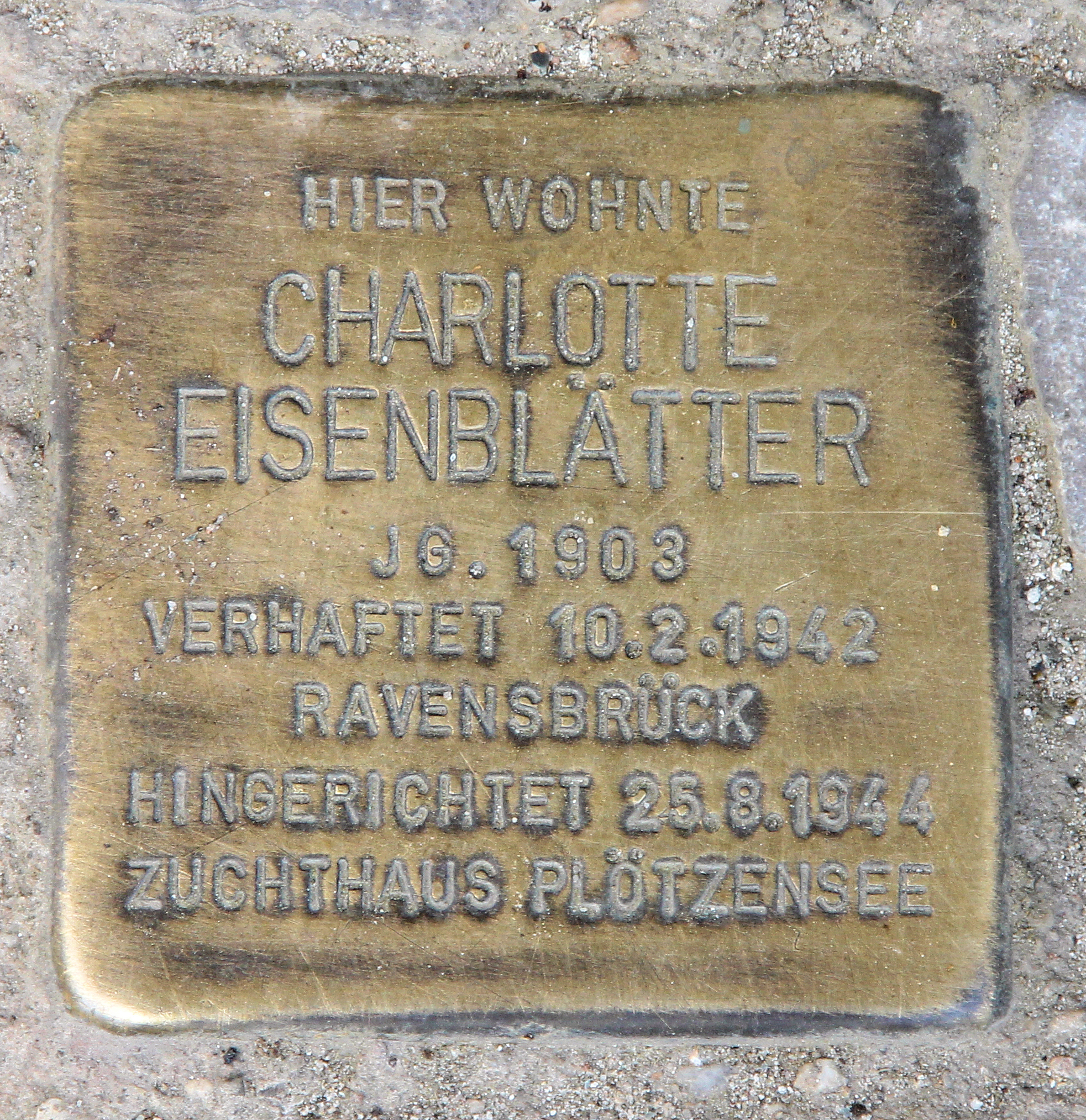
Stolperstein am Haus Goebelstraße 99, in Charlottenburg-Nord

Charlotte Eisenblätter wurde in der elterlichen Wohnung in der Galvanistraße 10 geboren. Sie stammte aus einer Arbeiterfamilie und war nach der Volksschule als kaufmännische Angestellte tätig. Sie engagierte sich in der Naturfreunde- und Arbeitersportbewegung und schloss sich während der NS-Zeit der kommunistischen Widerstandsgruppe um Robert Uhrig, Beppo Römer und John Sieg an. Sie vervielfältigte unter anderem die regimefeindlichen Flugblätter, die als „Informationsdienst“ eine Zeitlang regelmäßig erschienen, auf deren Verbreitung die Todesstrafe stand. Als Chefsekretärin in einem großen Betrieb konnte sie helfen, Flugblätter herzustellen, Adressen zu schreiben und einen Abziehapparat zu bedienen. Für Alfred Kowalke, dem illegal aus den Niederlanden eingereisten Instrukteur der KPD-Auslandsleitung, beschaffte sie eine geheime Unterkunft und stellte den Kontakt zu Robert Uhrig her.
Dort lernte sie auch Werner Seelenbinder kennen. Zwischen den beiden entwickelte sich in dieser Zeit eine Liebesbeziehung.
Im 10. Februar 1942 verhaftet, kam sie ins Konzentrationslager Ravensbrück. Sie wurde am 6. Juli 1944 vom 5. Senat des Volksgerichtshof in Potsdam wegen „Vorbereitung zum Hochverrat“ zum Tode verurteilt. Das Urteil wurde am 25. August 1944 im Strafgefängnis Berlin-Plötzensee durch den Scharfrichter Wilhelm Röttger vollstreckt.

## Ehrungen
Seit dem 31. Mai 1951 gibt es eine nach ihr benannte Eisenblätterstraße im Berliner Bezirk Pankow, Ortsteil Niederschönhausen. 
Am 3. September 1959 erschien in der DDR eine Briefmarke zu ihrem Gedenken als Wohltätigkeitsausgabe zur Erhaltung der Nationalen Gedenkstätte Ravensbrück mit der Wertigkeit 15+10 (Pfennig) (Katalog Nr. 717). 
In der Goebelstraße 99 im Ortsteil Charlottenburg-Nord wurde am 12. September 2008 für Charlotte Eisenblätter ein Stolperstein verlegt. Die Berliner NaturFreunde übernahmen die Patenschaft.
Das 2019 eröffnete Haus der NaturFreunde Thüringen in der Johannesstr. 127 in Erfurt wurde nach Charlotte Eisenblätter benannt.